# Chalarus parmenteri
Chalarus parmenteri är en tvåvingeart som beskrevs av Ernest F. Coe 1966. Chalarus parmenteri ingår i släktet Chalarus och familjen ögonflugor. Inga underarter finns listade i Catalogue of Life.